# Landespolizeiorchester Brandenburg
Das Landespolizeiorchester Brandenburg (kurz: LPO) ist das Berufsblasorchester der Polizei Brandenburg mit Sitz in Potsdam. Orchesterleiter ist seit 1. Juni 2011 Christian Köhler.

## Profil
Das Landespolizeiorchester Brandenburg leistet einen Beitrag zur Öffentlichkeitsarbeit der Polizei Brandenburg und des Landes Brandenburg. Das Orchester unterstützt die polizeiliche Präventionsarbeit, spielt bei öffentlichen Veranstaltungen ebenso wie auf dienstlichen Veranstaltungen der brandenburgischen Landesregierung und des Ministeriums des Innern und für Kommunales Brandenburg. Jährlich absolviert das Landespolizeiorchester Brandenburg in unterschiedlichen Besetzungen über 200 Konzerte im Land Brandenburg und über die Landesgrenzen hinaus.
Weiterhin dient es dem Fachbereich Musikerziehung der Universität Potsdam als Ausbildungsorchester für Dirigat-Studenten, die die Möglichkeit haben, das Orchester bei gemeinsamen Proben und Konzerten zu dirigieren.

## Geschichte
Nachdem die Polizeimusik in Brandenburg durch den Zweiten Weltkrieg zum Erliegen gekommen war, wurde 1949 das Potsdamer Polizeiorchester gegründet, 1958 folgte das Polizeiorchester Frankfurt (Oder). In der DDR existierten die beiden Orchester als Standortmusikkorps der Volkspolizei. Auf Beschluss der Landesregierung fusionierten beide Orchester im Januar 1998 zum Landespolizeiorchester Brandenburg. Die Leitung übernahm der bisherige Chef des Polizeiorchesters Potsdam, Musikdirektor Peter Brünsing. Jürgen Bludowsky, der zuvor das Orchester in Frankfurt (Oder) leitete, wurde sein Stellvertreter und übernahm nach dem Ausscheiden Brünsings das Orchester am 1. Juli 2002. Am 1. Februar 2006 übernahm Peter Vierneisel die Leitung des Landespolizeiorchesters und behielt diese Position bis Ende 2010. Im Anschluss übernahm vorübergehend erneut Jürgen Bludowsky die musikalische Leitung, bis am 1. Juni 2011 Christian Köhler als damals jüngster Chefdirigent eines deutschen Polizeiorchesters seine Stelle antrat. Seit Oktober 2021 ist Robert Paul neuer stellvertretender Orchesterleiter.
Ehemalige Chefdirigenten:
- bis 1983 Franz Thurig
- 1983–2002 Peter Brünsing
- 2002–2006 Jürgen Bludowsky
- 2006–2010 Peter Vierneisel
- 2011 Jürgen Bludowsky
- Seit Juni 2011 Christian Köhler

## Besetzung
Das Landespolizeiorchester Brandenburg besteht aus insgesamt 45 professionellen Musikern, dem Chefdirigenten Christian Köhler und dessen Stellvertreter Robert Paul.
3 Flöten, 1 Oboe, 8 Klarinetten (mit Bassklarinette), 1 Fagott, 4 Saxophone, 5 Posaunen (mit Bassposaune), 3 Euphonien, 2 Tuben, 4 Trompeten, 3 Flügelhörner, 5 Waldhörner, 1 Gitarre, 1 E-Bass/Kontrabass, 4 Schlagzeuger.
Neben der sinfonischen Besetzung existieren Kammermusikbesetzungen wie die Combo, das Holzbläserquintett, das Klarinettenquintett, das Saxophonquartett, die „Kleine Blasmusik“ und andere.

## Konzerte, CD-Einspielungen, Repertoire
Nach der deutschen Wiedervereinigung 1990 führten die Polizeiorchester Potsdam und Frankfurt (Oder) viele Konzertreisen durch, unter anderem nach Kanada, Holland, Frankreich, Österreich und Polen. Weiterhin wurden neben zahlreichen Rundfunkproduktionen und Fernsehauftritten in ORB, ZDF und ARD mehrere CDs und Videos produziert. 1998 nahm das neu fusionierte Landespolizeiorchester Brandenburg eine erste gemeinsam produzierte CD mit Titeln des Potsdamer Komponisten Carl Teike auf.
Ab 1999 gab das Landespolizeiorchester neben zahlreichen Konzerten im Land Brandenburg unter anderem ein Konzert auf der Plassenburg in Bayern, nahm an einem Internationalen Polizei-Musik-Festival in der Schweiz teil, gab zum 90-jährigen Jubiläum der Polizeimusik Wien und zum 130. Geburtstag der Wiener Sicherheitswache Konzerte in Wien und führte weitere Gastspiele in Frankreich durch. Zur Jahrtausendwende spielte es im Silvester-Musikantenstadel des Österreichischen Fernsehens. Es folgten Konzerte auf der Expo 2000 sowie zur Eröffnung der Bundesgartenschau in Potsdam.
Im Mai 2003 erschien die CD „Brillante Märsche wieder entdeckt“ mit historischen Märschen. Im selben Jahr folgte eine Konzertreise in den Elsass. 2005 und 2006 nahm das Landespolizeiorchester Brandenburg insgesamt drei weitere CDs auf.
Unter der Leitung von Christian Köhler wurden ab 2011 zwei weitere CDs produziert. Am 30. Oktober 2012 führte das Landespolizeiorchester Brandenburg mit über 250 Mitwirkenden des Chorverband Berlin die „Queen Symphony“ im Großen Saal der Berliner Philharmonie auf.
Das Landespolizeiorchester Brandenburg spielte 2014 zur feierlichen Eröffnung des brandenburgischen Landtags. Im Jahre 2017 gab es die Brandenburger Uraufführung der „Sinfonie der Lieder“ von Johan de Meij gemeinsam mit dem Kinderchor der Staatsoper Berlin. Zum 100-jährigen Jubiläum der Arbeiterwohlfahrt (AWO) konzertierte das Landespolizeiorchester Brandenburg 2019 im Großen Saal der Philharmonie Berlin. Während der Corona-Pandemie gab das Landespolizeiorchester Brandenburg im Frühjahr und Sommer 2020 weit über 250 Minikonzerte für Bedürftige, in Seniorenheimen, in Pflegeheimen und in anderen caritativen Einrichtungen.
Unter Christian Köhlers Leitung wurde unter anderem eine eigene Abonnement-Konzertreihe des Landespolizeiorchesters Brandenburg im Nikolaisaal Potsdam eingeführt – bis heute einzigartig für ein deutsches Landespolizeiorchester.
Das Landespolizeiorchester Brandenburg hat sich unter Wahrung der Tradition der preußischen Bläsermusik heute zu einem modernen Unterhaltungsorchester entwickelt. Das Repertoire reicht von großen bläsersinfonischen Originalwerken über Operette und Musical bis hin zu Cross-Over-Projekten aus Pop- und Rockmusik.

## Diskographie
- 2013: “Music forever”
- 2012: “Blue Moon”
- 2012: „Winterträume“
- 2011: „Fiskinatura“
- 2007: „Imagasy“
- 2006: „Sinfonische Bläsermusik 2“
- 2006: „Brilliante Märsche 2“
- 2005: „Sinfonische Bläsermusik“
- 2003: „Brilliante Märsche“
- 2001: „QuerBeet“
- 1998: „Historische Märsche – Carl Teike“ (1) und (2)
- 1992: „Euch zur Freude“ (Polizeiorchester Potsdam)
- 1991: „Preußens Gloria“ (Polizeiorchester Potsdam)